# Ватерполо на Летњим олимпијским играма 1900.
Друге олимпијске игре су одржане у Паризу Француска, 1900. године и то је за ватерполо било прво појављивање на званичним олимпијским такмичењима. Пријавило се укупно 8 репрезентација. Турнир се играо по куп систему и није било утакмице за треће место. Од седам екипа учесница чак четири је добило медаље. Екипа из Велике Британије је освојила прво место, Белгија друго а две екипе из Француске су поделиле треће место. 
Турнир је изазвао много несугласица због тадашње неуједначености правила ватерпола.

## Освајачи медаља
| | | | |
| Уједињено Краљевство | Белгија | Француска                                                                                                   | Француска |
| Осборнски пливачки клуб Томас Ко Џон Дербшајр Питер Кемп Вилијам Листер Артур Г. Робертсон Ерик Робинсон Џорџ Вилкинсон | Бриселски пливачки и ватерполо клуб Jean de Backer Victor de Behr Henri Cohen Fernand Feyaerts Oscar Grégoire Albert Michant Victor Sonnemans | Libellule de Paris Thomas Burgess Jules Clévenot Alphonse Decuyper Е. Мартен Henri Peslier Pesloy Пол Васер | Pupilles de Neptune de Lille #2 Eugène Coulon Fardelle Favier Leriche Луј Мартен Désiré Mérchez Charles Treffel |

## Резултати турнира
|  | Четвртфинале                                   | Четвртфинале                          |                                     |    | Полуфинале  | Полуфинале  |  |  | Финале | Финале |
|  |                                                |                                       |                                     |    |             |             |  |  |        |        |
|  | 11. август - Париз                             |                                       |                                     |    |             |             |  |  |        |        |
|  |                                                |                                       |                                     |    |             |             |  |  |        |        |
|  | Уједињено Краљевство — Осборнски пливачки клуб | 12                                    |                                     |    |             |             |  |  |        |        |
|  | Уједињено Краљевство — Осборнски пливачки клуб | 12                                    | 12. август – Париз                  |    |             |             |  |  |        |        |
|  | Француска — Tritons Lillois                    | 0                                     |                                     |    |             |             |  |  |        |        |
|  | Француска — Tritons Lillois                    | 0                                     | Осборнски пливачки клуб             | 10 |             |             |  |  |        |        |
|  | 11. август - Париз                             |                                       | Осборнски пливачки клуб             | 10 |             |             |  |  |        |        |
|  |                                                | Pupilles de Neptune de Lille #2       | 1                                   |    |             |             |  |  |        |        |
|  | Француска — Pupilles de Neptune de Lille #2    | Pupilles de Neptune de Lille #2       | 1                                   | 3  |             |             |  |  |        |        |
|  | Француска — Pupilles de Neptune de Lille #2    |                                       | 12. август – Париз                  | 3  |             |             |  |  |        |        |
|  | Немачка — Берлински пливачки клуб              | 2                                     |                                     |    |             |             |  |  |        |        |
|  | Немачка — Берлински пливачки клуб              | 2                                     | Осборнски пливачки клуб             | 7  |             |             |  |  |        |        |
|  | 11. август – Париз                             |                                       | Осборнски пливачки клуб             | 7  |             |             |  |  |        |        |
|  |                                                | Brussels Swimming and Water Polo Club | 2                                   |    |             |             |  |  |        |        |
|  | Белгија — Бриселски пливачки и ватерполо клуб  | Brussels Swimming and Water Polo Club | 2                                   | 2  |             |             |  |  |        |        |
|  | Белгија — Бриселски пливачки и ватерполо клуб  | 12. август - Париз                    |                                     | 2  |             |             |  |  |        |        |
|  | Француска — Pupilles de Neptune de Lille #1    | 0                                     |                                     |    |             |             |  |  |        |        |
|  | Француска — Pupilles de Neptune de Lille #1    | 0                                     | Бриселски пливачки и ватерполо клуб | 6  |             |             |  |  |        |        |
|  | 11. август - Париз                             |                                       | Бриселски пливачки и ватерполо клуб | 6  |             |             |  |  |        |        |
|  |                                                | Libellule de Paris                    | 1                                   |    | Треће место | Треће место |  |  |        |        |
|  | Француска — Libellule de Paris                 | Libellule de Paris                    | 1                                   | 0  | Треће место | Треће место |  |  |        |        |
|  | Француска — Libellule de Paris                 |                                       |                                     | 0  |             |             |  |  |        |        |
|  | Екипа је одустала                              | 0                                     |                                     |    |             |             |  |  |        |        |
|  | Екипа је одустала                              | 0                                     | Pupilles de Neptune de Lille #2     | Х  |             |             |  |  |        |        |
|  |                                                |                                       |                                     |    |             |             |  |  |        |        |
|  | Libellule de Paris                             | Х                                     |                                     |    |             |             |  |  |        |        |
|  | Libellule de Paris                             | Х                                     |                                     |    |             |             |  |  |        |        |

## Занимљивости
Традиционално, британски тим дат у наведеном сатаву како је објавио МОК у својој бази података :Томас Ко, Џон Дербшајр, Питер Кемп,Вилијам Листер, Артур Г. Робертсон, Ерик Робинсон и Џорџ Вилкинсон. Међутим, један савремени извор даје списак и наводи нова имена ватерполиста који су учествовали: Вилијам Хенри, Роберт Крошо, Џон Артур Џарвис, Фредерик Стејплтон, Линдберг, Томас Ко и Питер Кемп. Ово се правда следећим: у „традиционалом“ списку, Листер се сигурно није такмичио јер је умро од туфуса у у Бурском рарту, две недеље пре почетка игара. Вилкинсон је играо утакмице у Волсолу током олимпијског турнира, а Робинсон и Дербишир су играли у Манчестеру два дана након финалне утакмице што је то време било немогуће. Са са списка остаје само Робертсона, али нема доказа да је уопшт изабран за олимпијски тим.